# Dempo (Schiff)
Die Dempo war ein 1931 in Dienst gestelltes Passagierschiff der niederländischen Reederei Rotterdamsche Lloyd für den Liniendienst nach Niederländisch-Indien. Das Schiff blieb bis Kriegsausbruch im Einsatz, ehe es 1941 als Truppentransporter unter britischer Flagge beschlagnahmt wurde. Am 17. März 1944 sank die Dempo nach einem Torpedotreffer vom deutschen Unterseeboot U 371 vor Algerien.

## Geschichte

Heckansicht der Dempo (1939)

Die Dempo wurde am 15. Juli 1929 unter der Baunummer 189 in der Werft von De Schelde in Vlissingen auf Kiel gelegt und lief am 26. Juli 1930 vom Stapel. Taufpatin war die Gattin des damaligen Kommissars der Königin für die Provinz Zeeland, Johan Willem Quarles van Ufford. Nach der Übergabe des Schiffs an den Rotterdamsche Lloyd am 21. Februar 1931 brach es im März zu seiner Jungfernfahrt von Rotterdam nach Batavia über Southampton, Lissabon, Tanger, Gibraltar, Marseille, Port Said, Sues, Colombo, Sabang, Belawan und Singapur auf.
Zusammen mit ihrem 1930 in Dienst gestellten Schwesterschiff Baloeran galt die Dempo als eines der luxuriösesten Schiffe ihrer Zeit. Zur Ausstattung der großteils holzvertäfelten Ersten Klasse gehörten neben dem mehrere Decks umfassenden Speisesaal ein Rauchsalon, eine Bibliothek, ein Schreibzimmer sowie ein Schwimmbecken. Für die an Bord reisenden Kinder wurden eigens Kindergärtnerinnen eingestellt, die in einem großen Spielzimmer die Betreuung übernahmen. Auch die Zweite Klasse verfügte über mehrere, ebenfalls opulent ausgestattete Aufenthaltsräume und Lounges. Den kleinsten Teil der Passagiere machten die Gäste der Dritten und Vierten Klasse aus. Mit Ausnahme der Offiziere sowie des weiblichen Personals stammte ein Großteil der 335 Personen starken Schiffsbesatzung aus den Gebieten des heutigen Indonesiens.
1937 erhielt die Dempo eine Modernisierung, bei der unter anderem die Unterkünfte der Dritten und Vierten Klasse verbessert wurden. Mit dem Ausbruch des Zweiten Weltkriegs im September 1939 endete der reguläre Liniendienst des Schiffes, das zunächst über ein Jahr lang in Surabaya lag und schließlich im Dezember 1940 (zum letzten Mal mit zivilen Passagieren an Bord) in Großbritannien eintraf.
Nach ihrer Ankunft wurde die Dempo vom British Ministry of War Transport beschlagnahmt und von Januar bis März 1941 in Liverpool für den Einsatz als Truppentransporter umgebaut. Sie trug nun das Kürzel HMS, behielt aber weiter ihre niederländischer Offiziere, die von britischen Besatzungsmitgliedern und Offizieren ergänzt wurden. Die Bereederung übernahm die Peninsular and Oriental Steam Navigation Company (P&O). Am 24. März trat das Schiff als Einheit von Geleitzug WS 7 seine erste Fahrt als Truppentransporter nach Sierra Leone und Ägypten an. Es folgten Einsätze in den Geleitzügen WS 18, WS 26, KMF 20 und MKF 22.
Auf ihrer letzten Fahrt war die nun in Neapel liegende Dempo Teil von Geleitzug SNF 17. Am 15. März 1944 verließ sie den Hafen mit Ziel Oran in Algerien. Etwa 30 Seemeilen vor Bejaia geriet der Geleitzug am 17. März in das Visier des deutschen Unterseeboots U 371 unter dem Kommando von Kapitänleutnant Waldemar Mehl. Der Angriff des Boots begann um etwa 09.38 Uhr Ortszeit. Ein Frachtschiff aus dem Geleitzug, die Maiden Creek, wurde als erstes getroffen. Um 09.48 Uhr traf ein weiterer Torpedo die Dempo an der Steuerbordseite. Der Kommandant W. Jansen versuchte vergeblich, das schwer beschädigte Schiff auf Grund zu setzen, um so einen Untergang zu verhindern. Zuvor hatte die Besatzung ohne seine Anweisung bereits mit der Evakuierung begonnen. Gegen 10.55 Uhr versank die Dempo ohne Verlust von Menschenleben auf Position 37° 4′ 48″ N, 5° 16′ 12″ O.
In ihrer Dienstzeit als Truppentransporter beförderte die Dempo insgesamt 41.895 Soldaten und Militärangehörige.